# Ледовое
Ледовое (ранее Варничное) — озеро естественного происхождения, расположенное в центральной части города Мурманска (Первомайский округ).
Озеро Ледовое расположено на высоте 73 м над уровнем моря у юго-восточного склона горы Горелой. Через озеро проходит Варничный ручей, берущий начало на склонах горы. Площадь составляет 0,04 км². Площадь водосборного бассейна озера равна 3,46 км². Максимальная глубина водоема — 15,7 м, средняя глубина озера — 7,8 м Бассейн озера имеет простую округлую структуру с максимальной глубиной в центре водоема. Берега озера песчано-каменистые. Благодаря своему расположению, озеро является местом отдыха горожан. На восточном берегу водоема имеется небольшая набережная. Вокруг озера находится несколько станций технического обслуживания, автозаправочная станция и стоянка автотранспорта.
С востока озеро огибает Кольский проспект. Первоначально Кольское шоссе, предвестник Кольского проспекта, проходило огибая озеро с востока и юга. В 1970-х дорогу спрямили по прилежащей к озеру болотистой местности. Прежнее название озера — Варничное. Нынешнее название Ледовое озеро получило в 1920—1930-е годы, скорее всего в связи с тем, что зимой оно использовалось для заготовок мурманчанами льда. После Великой Отечественной войны по берегам озера расположился одноимённый посёлок Ледовое, просуществовавший до 1970-х годов, когда на его месте были построены 308-й микрорайон и автохозяйство. Озеро дало название одной из остановок городского общественного транспорта.

## Состав воды и донных отложений
По классификации О. А. Алекина (1970) воды озера Ледового к хлоридному классу и натриевой группе. В воде озера Ледового зафиксировано крайне высокое содержание соединений азотной группы (аммоний-иона и общего азота), что связано с поступлением воды из оз. Карьерное, где проводились буровзрывные работы с использованием азотсодержащих взрывчатых веществ для добычи скальных горных пород, сточных вод с городской территории, содержащих азотные соединения в повышенных концентрациях, а также разложением нефтепродуктов, в большом количестве захороненных в донных отложениях озера. По показателю pH воды озера Ледового относятся к щелочным водам (7,8). Общая минерализация воды составляет 612 мг/л, что почти в 30 раз превышает фоновый уровень минерализации (20 мг/л) озерных вод Мурманской области. В воде озера Ледового также отмечен высокий уровень по отношению к фону региона содержания соединений фосфора, железа и марганца, а также редких элементов, включая тяжелые металлы (V, Ni, Cu, Zn). Озеро Ледовое является одним из самых загрязненных из исследованных озер на территории Мурманской области.
Донные отложения озера Ледового относятся к органо-железистому типу с содержанием органического вещества 18,9 %, кременезема (SiO2) — 44,5 %, а общего железа — 10,5 %. В современных осадках озера Ледового зафиксированы концентрации нефтяных углеводородов от 14000 до 25000 мг/кг, что во много раз выше нормативных значений. По этому показателю отложения озера Ледового характеризуются как крайне загрязненные. Кроме этого, донные отложения озера Ледового характеризуются повышенным по сравнению с фоном содержанием марганца и многих тяжелых металлов, включая V, Pb, W, Mo, Sb, Cd, Ni, Cu и Zn. Например, валовые концентрации Pb в отложениях озера Ледового достигают 200 мг/кг в то время как для незагрязненных отложений озер Мурманской области этот показатель не превышает 5 мг/кг. Расчет международно используемого индекса антропогенной нагрузки (Pollution load index, PLI) с использованием данным по тяжелым металлам показал, что отложения озера Ледового можно отнести к категории экстремально загрязненных.

## Состав гидробионтов
Исследования 2018 года показали, что зоопланктонном сообществе озера Ледового доминирующую роль играют коловратки (в частности, вид Brachionus calyciflorus). Всего же было обнаружено 10 таксонов видового ранга. Численность и биомасса зоопланктона в озере летом 2018 года составляла 1052,6 тыс. экз/м³ и 3,4 г/м³, соответственно. При этом, несмотря на большие количественные значения зоопланктона, воды озера Ледового характеризуются невысоким уровнем биологического разнообразия (индекс Шеннона равен 1). В целом, по данным исследования зоопланктона озера Ледового его воды можно отнести к классу «умеренно-загрязненных». По данным измерения содержания хлорофилла «a» в воде озера Ледового трофический статус водоема был установлен, как α-олиготрофный. Вообще воды озера Ледового характеризуются экстремальным для Арктического водоема содержанием хлорофилла «a» (45.3 мг/л) по сравнению с фоновыми данными (0.2-0.3 мг/л). Это может объясняться объясняются значительной биогенной нагрузкой на городской водный объект. Высокий уровень загрязнения донных отложений озера Ледового тяжелыми металлами и нефтяными углеводородами сказался на полном отсутствии в илах центральной зоны водоема каких-либо организмов. Литоральные сообщества озера Ледовое были представлены преимущественно хирономидами, доля которых достигала 93 % от общего количества бентоса. В прибрежной зоне озера, несмотря, на его загрязнения обитают утки. Нет сведений о наличии рыбы в воде озера Ледового.

## Исследования городского озера
С 2018 года ученые Института проблем промышленной экологии Севера Кольского научного центра РАН ведут исследования озера Ледового вместе с некоторыми другими водоемами г. Мурманска и других урбанизированных районов Мурманской области. С 2019 года работы ученых поддерживаются грантом Российского научного фонда. Проект носит название «Экологическая оценка и прогноз устойчивого функционирования водных экосистем урбанизированных территорий в Арктической зоне» (руководитель — старший научный сотрудник З. И. Слуковский).

## Внимание со стороны СМИ, общественных организаций и власти
Благодаря статусу одного из самых грязных озер города Мурманска озеро Ледовое часто становится объектом пристального внимания со стороны журналистов, гражданских активистов и органов власти. В 2021 году АЗС ООО «Сёркл Кей Россия» была оштрафована по статье 8.13 КоАП РФ за установленный факт загрязнения озера Ледового нефтепродуктами. Штраф составит от 150 до 300 тысяч рублей.

## Галерея

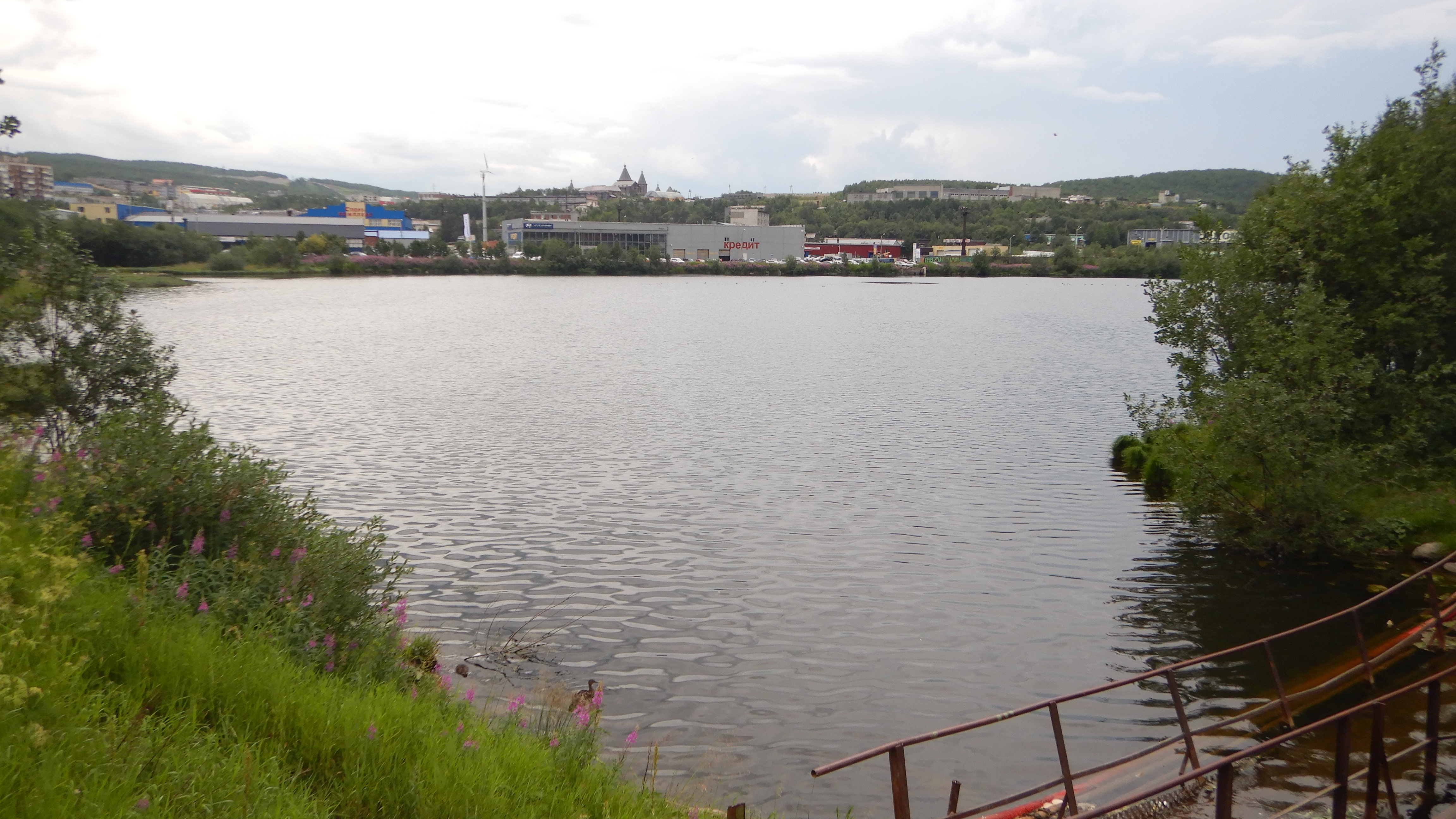

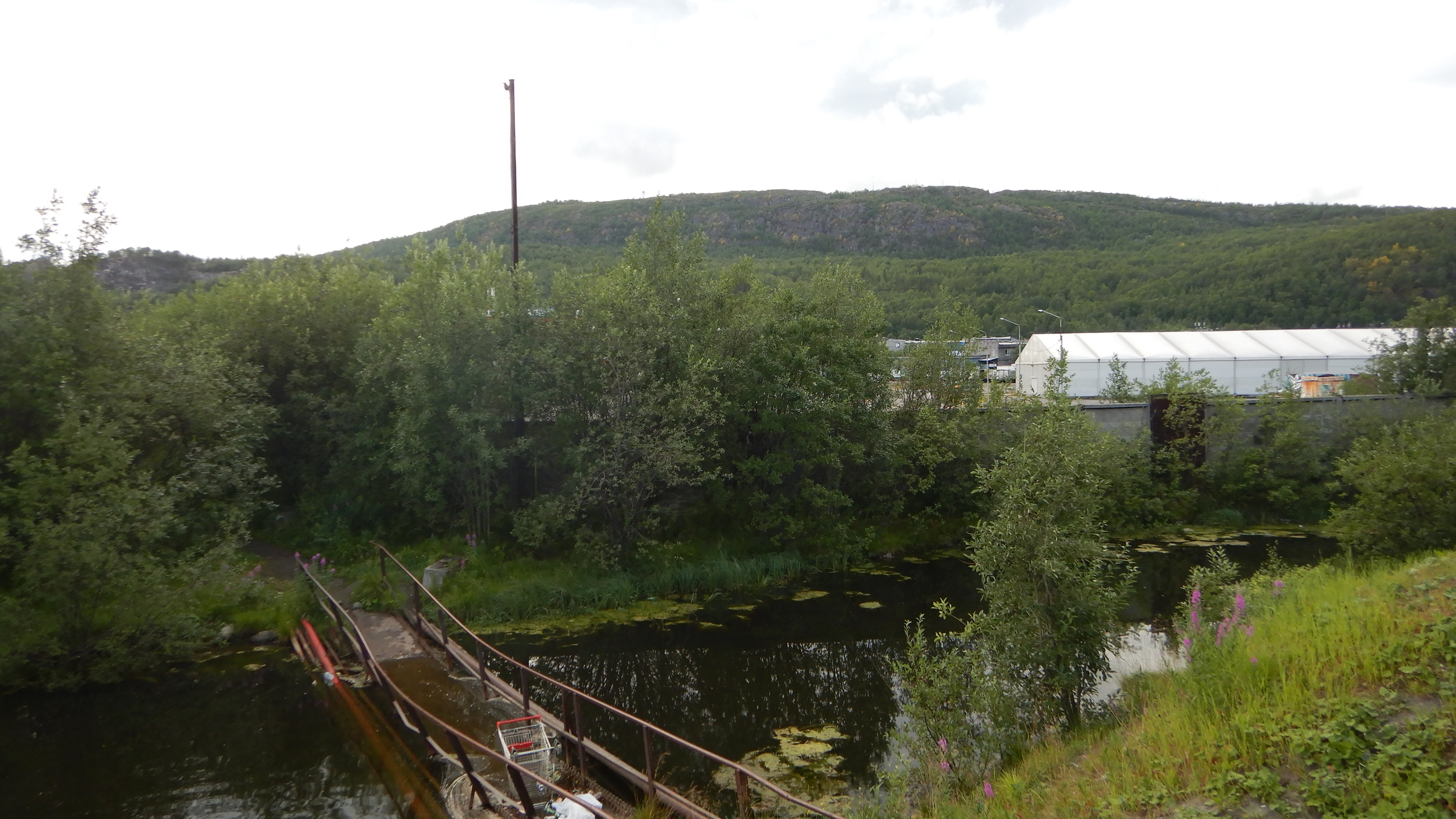